# Gungu (territorium)
Gungu är ett territorium i Kongo-Kinshasa. Det ligger i provinsen Kwilu, i den sydvästra delen av landet, 500 km öster om huvudstaden Kinshasa.